# Dmytro Sawycki
Dmytro Sawycki, ukr. Дмитро Савицький (ur. 14 grudnia 1990) – ukraiński lekkoatleta specjalizujący się w pchnięciu kulą. 
W 2007 zdobył brąz mistrzostw świata juniorów młodszych, a w 2008 bez powodzenia startował w mistrzostwach świata juniorów. Dziewiąty zawodnik juniorskich mistrzostw Europy z 2009 oraz wicemistrz kontynentu wśród młodzieżowców z 2011. Medalista mistrzostw kraju oraz reprezentant Ukrainy w zimowym pucharze Europy w rzutach. 
Rekordy życiowe: stadion – 20,38 (19 maja 2012, Kijów); hala – 20,27 (13 lutego 2013, Sumy). 

## Osiągnięcia
| Rok  | Impreza                               | Miejsce   | Lokata            | Wynik |
| ---- | ------------------------------------- | --------- | ----------------- | ----- |
| 2007 | Mistrzostwa świata juniorów młodszych | Ostrawa   | 3. miejsce        | 20,15 |
| 2008 | Zimowy puchar Europy w rzutach        | Split     | 7. miejsce        | 17,42 |
| 2008 | Mistrzostwa świata juniorów           | Bydgoszcz | el. – 17. miejsce | 18,31 |
| 2009 | Mistrzostwa Europy juniorów           | Nowy Sad  | 9. miejsce        | 18,08 |
| 2010 | Zimowy puchar Europy w rzutach        | Arles     | 5. miejsce        | 17,56 |
| 2011 | Zimowy puchar Europy w rzutach        | Sofia     | 2. miejsce        | 18,27 |
| 2011 | Młodzieżowe mistrzostwa Europy        | Ostrawa   | 2. miejsce        | 19,18 |
| 2012 | Zimowy puchar Europy w rzutach        | Bar       | 2. miejsce U23    | 18,76 |
| 2012 | Mistrzostwa Europy                    | Helsinki  | 10. miejsce       | 19,30 |